# Der Staatsanwalt hat das Wort: Der Rosenkavalier
Der Rosenkavalier ist ein ostdeutscher Fernsehfilm von Jürgen Sehmisch aus dem Jahr 1967. Das kriminalistische Fernsehspiel erschien als 3. Folge der Filmreihe Der Staatsanwalt hat das Wort.

## Handlung
Randolf Gutschke hat sich vom Schürzenjäger zum Heiratsschwindler entwickelt und verleitet überdies die Mitglieder seiner Brigade zur Arbeitsbummelei. Am Ende legt er sich selbst herein, da er ausgerechnet der Schwester seines Brigadiers falsche Versprechungen macht. Der Rosenkavalier wird wegen Betruges verurteilt.

## Produktion
Der Rosenkavalier entstand Ende 1965/Anfang 1966 im Zuständigkeitsbereich des DDR-Fernsehfunks, Bereich Dramatische Kunst. Die genaue Produktionszeit sowie Drehorte und das Kommentar-Manuskript sind nicht überliefert. 
Szenenbild: Eberhard Schrake; Dramaturgin: Käthe Riemann; Kommentar: Peter Przybylski.